# گورستان تنگ قلا
قبرستان تنگ قلا مربوط به دوران‌های تاریخی پس از اسلام است و در شهرستان خرم‌آباد، بخش پاپی، دهستان کشور، ۴ کیلومتری غرب دره نسو، منطقه تنگ قلا واقع شده و این اثر در تاریخ ۱۸ اسفند ۱۳۸۷ با شمارهٔ ثبت ۲۵۲۷۹ به‌عنوان یکی از آثار ملی ایران به ثبت رسیده است.